# Tổng thống Philippines
Tổng thống Philippines (tiếng Filipino: Pangulo ng Pilipinas, đôi khi được gọi là Presidente ng Pilipinas) là nguyên thủ quốc gia, người đứng đầu chính phủ của Philippines. Tổng thống Philippines lãnh đạo chính phủ và thống lĩnh Quân đội Philippines.
Tổng thống Philippines và phó tổng thống do nhân dân bầu ra, có nhiệm kỳ sáu năm và không được tái cử. Không ai đã giữ chức tổng thống quá bốn năm được tái cử. Đã có bốn phó tổng thống kế nhiệm tổng thống sau khi tổng thống qua đời hoặc từ chức.

## Lịch sử

### Những nhà nước đầu tiên

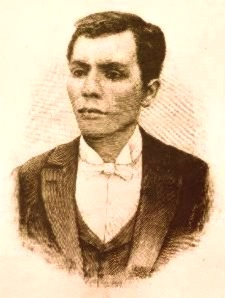
Đã có đơn trình chính phủ Philippines đề nghị công nhận Andres Bonifacio là tổng thống đầu tiên của Philippines.

#### Aguinaldo và Đệ nhất Cộng hòa

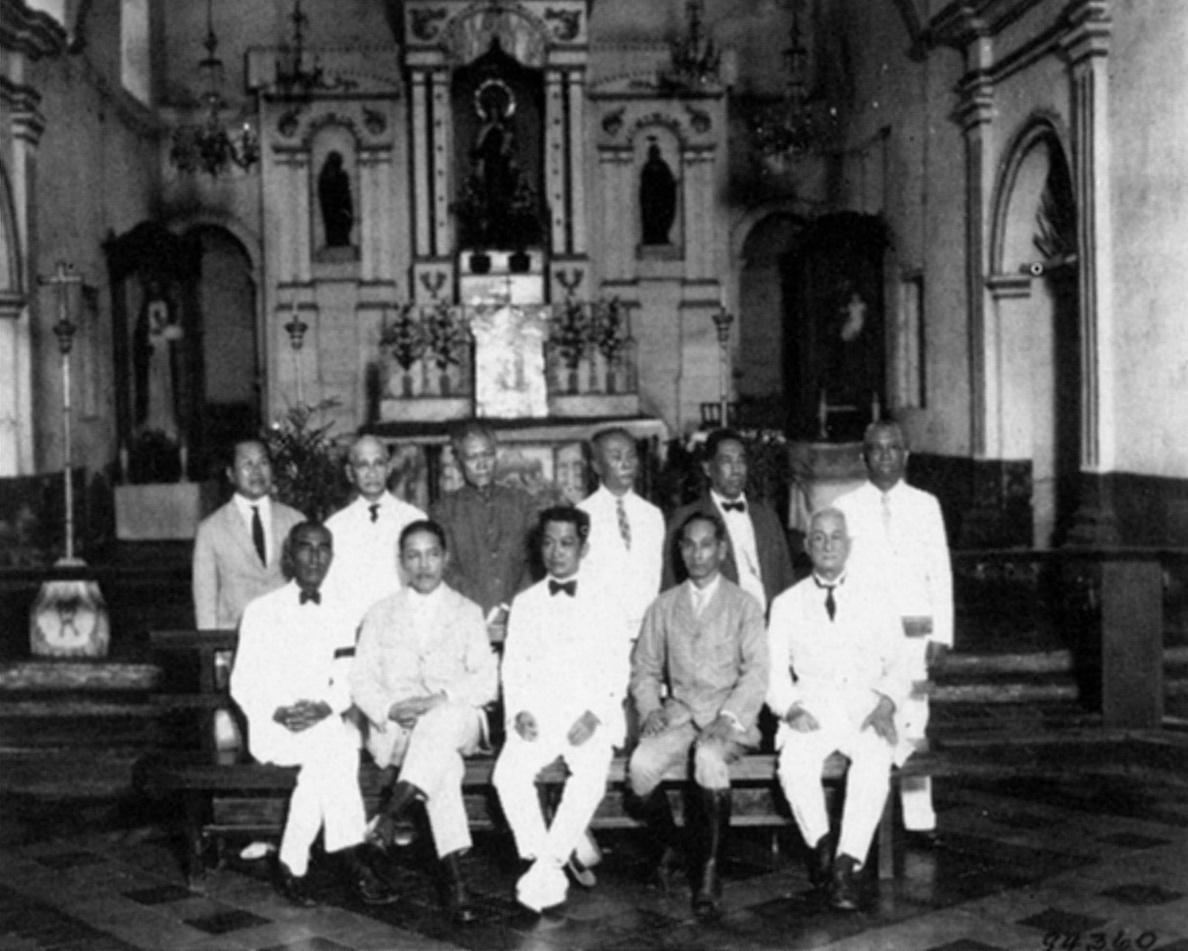
Emilio Aguinaldo và mười đại biểu trong Quốc hội Malolos

Tháng 3 năm 1897, Emilio Aguinaldo được Hội nghị Tejeros bầu làm tổng thống của chính phủ cách mạng. Chính phủ cách mạng dùng tên "Cộng hòa Philippines" (Republica Filipina) hoặc "Chính phủ toàn dân Tagalog" (Pamahalaan ng Sangkatagalugan).
Tháng 11, Aguinaldo một lần nữa được bầu làm tổng thống của chính phủ cách mạng thứ hai tại Biak-na-Bato với tên gọi Cộng hòa Biak-na-Bato. Ngày 15 tháng 12 năm 1897, Aguinaldo ký Điều ước Biak-na-Bato với Tây Ban Nha, đồng ý lưu  vong tại Hồng Kông.
Chiến tranh Tây Ban Nha - Mỹ nổ ra vào tháng 4 năm 1898 và Hải quân Hoa Kỳ phái Hải đoàn châu Á đến Philippines. Trong Trận hải chiến Vịnh Manila vào ngày 1 tháng 5, Hải quân Hoa Kỳ đánh bại Hải quân Tây Ban Nha. Aguinaldo được một con tàu của Hải quân Hoa Kỳ chở về Philippines. Ngày 24 tháng 5, Aguinaldo thành lập Chính phủ độc tài, tự xưng là "Độc tài" của Philippines. Ngày 12 tháng 6 năm 1898, Aguinaldo đọc Tuyên ngôn Độc lập Philippines.
Ngày 23 tháng 6 năm 1898, Aguinaldo thành lập Chính phủ Cách mạng, đổi tên gọi lại thành "Tổng thống". Quốc hội được Aguinaldo triệu tập tại Malolos và ban hành hiến pháp mới, chính thức thành lập Đệ nhất Cộng hòa Philippines. Aguinaldo trúng cử tổng thống đầu tiên của nền Đệ nhất Cộng hòa vào ngày 23 tháng 1 năm 1899. Vì thủ đô là Malolos nên nền Đệ nhất Cộng hòa còn được gọi là Cộng hòa Malolos.
Nền Đệ nhất Cộng hòa không được quốc tế công nhận và không kiểm soát toàn bộ quần đảo Philippines. Ngày 10 tháng 12 năm 1898, Tây Ban Nha ký Hiệp định Paris với Hoa Kỳ, nhường lại Philippines cho Hoa Kỳ. Chiến tranh Hoa Kỳ - Philippines nổ ra vào ngày 4 tháng 2 năm 1899. Aguinaldo bị quân Mỹ bắt giữ vào tháng 3 và chính phủ cách mạng đầu hàng Hoa Kỳ, tự giải thể vào ngày 1 tháng 4 năm 1901.
Chính phủ Philippines công nhận nền Cộng hòa Malolos là chính phủ đầu tiên của Philippines và Emilio Aguinaldo là tổng thống đầu tiên của Philippines.

### Philippines thuộc Mỹ
Từ năm 1898 đến năm 1935, Philippines chịu sự cai trị của 4 tổng đốc và 11 toàn quyền người Mỹ.

### Lãnh thổ tự trị Philippines

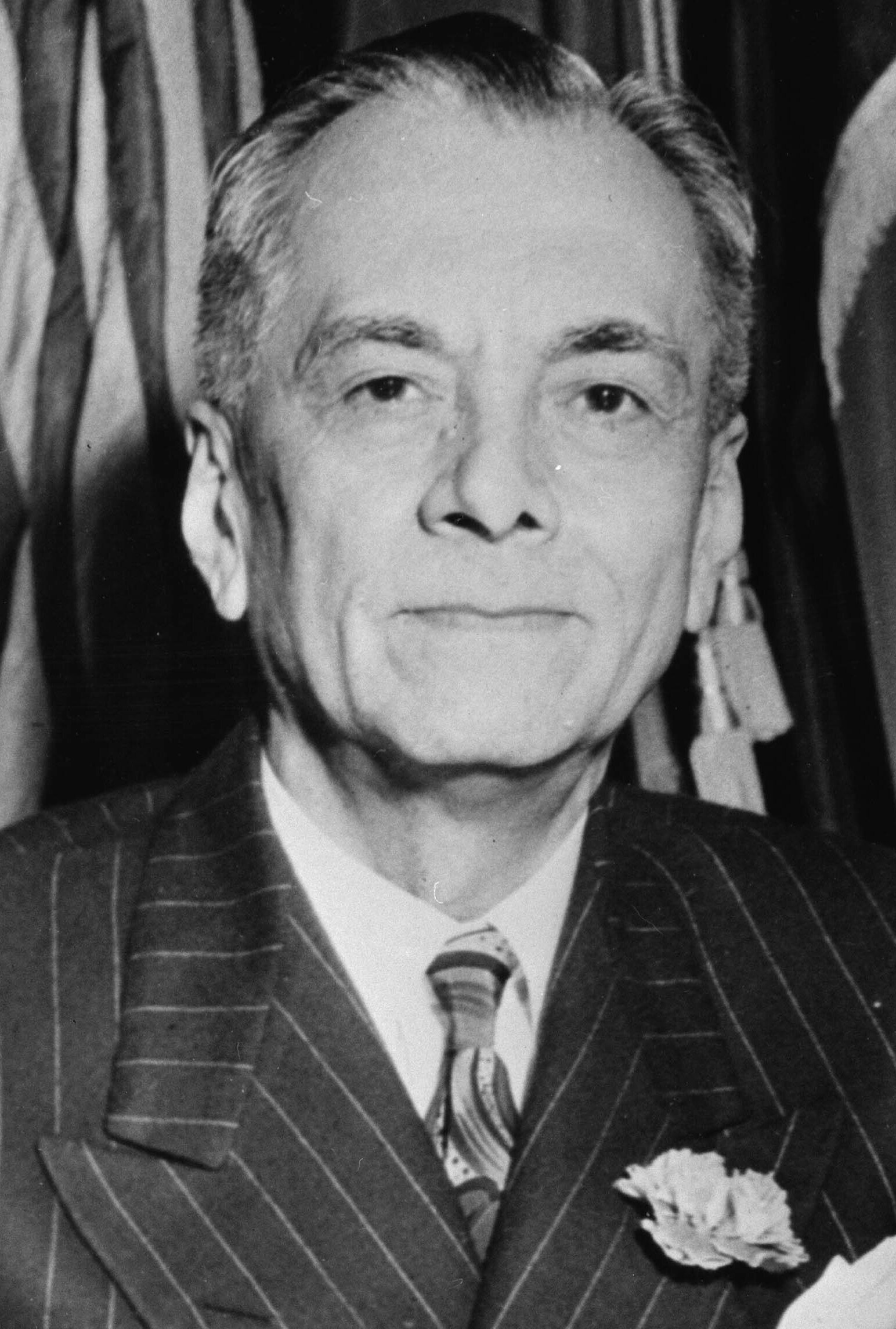
Manuel L. Quezon, tổng thống đầu tiên của Lãnh thổ tự trị Philippines, được công nhận là tổng thống thứ hai của Philippines

Ngày 14 tháng 5 năm 1935, Hoa Kỳ ban hành hiến pháp cho Philippines, thành lập Lãnh thổ tự trị Philippines. Tháng 10 năm 1935, Manuel L. Quezon trúng cử tổng thống đầu tiên dưới hiến pháp mới. Ban đầu hiến pháp quy định nhiệm kỳ của tổng thống là 6 năm và tổng thống không được tái cử nhưng hiến pháp được sửa đổi vào năm 1940, quy định lại nhiệm kỳ là 4 năm, tổng thống được tái cử một nhiệm kỳ. Trong khi chính phủ Philippines lưu vong tại Hoa Kỳ sau khi Nhật Bản xâm lược Philippines, Quezon chỉ định Chánh án Tòa án tối cao José Abad Santos làm quyền tổng thống. Tuy nhiên, Abad Santos bị quân Nhật xử tử vào ngày 2 tháng 5 năm 1942.

### Chính quyền bù nhìn của Nhật Bản
Ngày 14 tháng 10 năm 1943, José P. Laurel trở thành tổng thống của một chế độ bù nhìn dưới sự chiếm đóng của Nhật Bản. Là một thẩm phán Tòa án tối cao Philippines, Laurel được Tổng thống Quezon chỉ đạo ở lại Manila trong khi chính phủ Philippines rút lui về Corregidor rồi lưu vong trên Hoa Kỳ. Hai ngày sau khi Nhật Bản đầu hàng Đồng Minh, Laurel chính thức giải tán chế độ bù nhìn.

### Sau Chiến tranh thế giới thứ hai
Hiến pháp năm 1935 được khôi phục sau khi Nhật Bản đầu hàng. Ngày 1 tháng 8 năm 1944, Quezon qua đời, Phó Tổng thống Sergio Osmeña kế nhiệm tổng thống. Hoa Kỳ từ bỏ chủ quyền đối với Philippines từ ngày 4 tháng 7 năm 1946. Manuel A. Roxas, tổng thống cuối cùng của Lãnh thổ tự trị Philippines, trở thành tổng thống đầu tiên của nước Cộng hòa Philippines, cũng được gọi là Đệ tam Cộng hòa Philippines.

### Hiến pháp năm 1973 và hiến pháp năm 1987
Ngày 17 tháng 1 năm 1973, Ferdinand Marcos ban hành hiến pháp mới, thành lập một chế độ đại nghị. Từ năm 1978, ông là thủ tướng kiêm tổng thống. Năm 1981, Marcos bổ nhiệm César Virata làm thủ tướng nhưng thực quyền vẫn nằm trong tay của Marcos.
Năm 1986, chế độ độc tài của Marcos bị Cách mạng Quyền lực Nhân dân lật đổ. Ngày 25 tháng 3 năm 1986, Tổng thống Corazon Aquino ra Thông cáo số 3 ban hành một bản hiến pháp lâm thời. Thông cáo số 3 bãi bỏ nhiều điều khoản, quy định của hiến pháp năm 1973 trái với dân chủ nhưng giữ lại những điều khoản về quyền con người, quyền công dân. Ngày 2 tháng 2 năm 1987, hiến pháp hiện hành được ban hành.

### Vấn đề tổng thống đầu tiên của Philippines

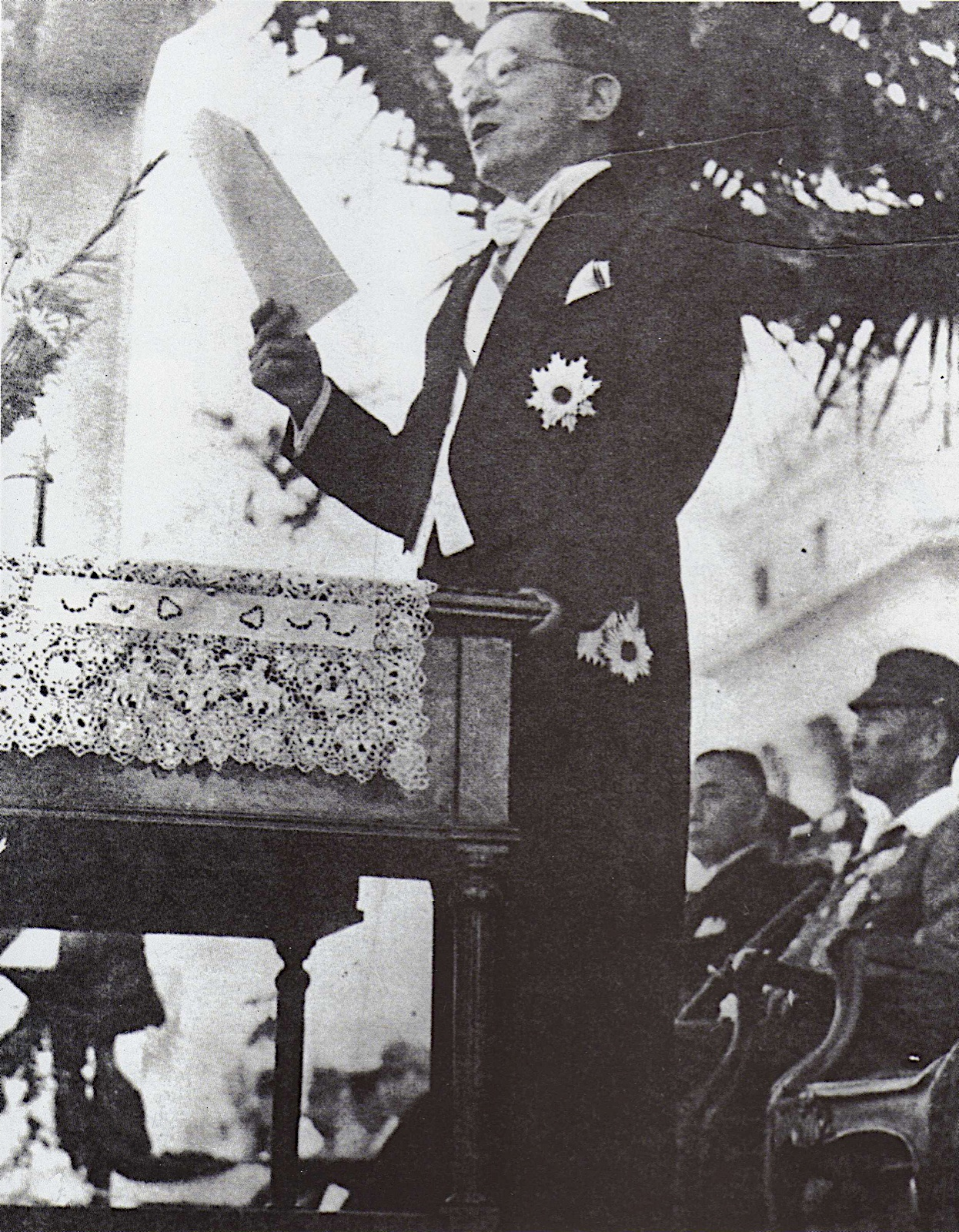
José P. Laurel đọc diễn văn sau khi tuyên thệ nhậm chức tổng thống Đệ nhị Cộng hòa Philippines

Trong Chiến tranh thế giới thứ hai, Philippines có hai chính phủ song song tồn tại: chính phủ lưu vong của Tổng thống Quezon tại Washington, D.C.; và chính phủ bù nhìn của Laurel tại Manila dưới sự áp đặt của Nhật Bản. Tuy nhiên, phải lưu ý rằng chính Tổng thống Quezon đã chỉ đạo Laurel ở lại Manila sau khi chính phủ Philippines lưu vong. Laurel và Aguinaldo được chính quyền của Diosdado Macapagal công nhận là tổng thống chính đáng của Philippines. Macapagal cũng đổi Ngày Độc lập của Philippines từ ngày 4 tháng 7 (ngày Hoa Kỳ từ bỏ chủ quyền đối với Philippines) sang ngày 12 tháng 6 (ngày Tuyên ngôn Độc lập năm 1898).

## Nhiệm vụ, quyền hạn

### Quyền hành pháp
Tổng thống Philippines là nguyên thủ quốc gia kiêm người đứng đầu chính phủ của Philippines. Hiến pháp quy định tổng thống thực hiện quyền hành pháp và lãnh đạo chính phủ, bao gồm Nội các và các bộ. Một số cơ quan trực thuộc Văn phòng Tổng thống Philippines. Tổng thống giám sát các đơn vị chính quyền địa phương.
Tổng thống có quyền ban hành lệnh để thi hành chính sách, chủ trương của chính quyền. Bộ luật hành chính năm 1987 quy định sáu loại lệnh của tổng thống: sắc lệnh, lệnh hành chính, thông cáo, lệnh ghi nhớ, thông tư và thông lệnh hoặc lệnh đặc biệt.
Tổng thống có quyền quyết định hoãn thi hành án, ân giảm hình phạt, đặc xá và miễn thi hành phạt tiền, tước tài sản, trừ trường hợp đàn hặc. Tổng thống công bố quyết định đại xá nếu được đa số nghị sĩ Quốc hội tán thành. Tổng thống có quyền vay tiền nước ngoài với sự đồng ý của Hội đồng tiền tệ căn cứ theo quy định của pháp luật.
Tổng thống có quyền trưng thu đất đai, sung công tài sản thuộc quyền thừa kế hoặc không có người thừa kế và dành riêng đất đai thuộc quyền sở hữu của nhà nước. Tuy nhiên, hiến pháp Philippines quy định không được tước tính mạng, quyền tự do hoặc tài sản của nhân dân trái pháp luật và không được sung công tài sản tư hữu mà không bồi thường thỏa đáng.
Với sự phê chuẩn của Ủy ban Bổ nhiệm, tổng thống quyết định bổ nhiệm bộ trưởng, thủ trưởng các ban, ngành, cơ quan nhà nước, đại sứ, công sứ, lãnh sự, sĩ quan cấp cao và những chức vụ khác. Tổng thống quyết định bổ nhiệm thẩm phán Tòa án tối cao và các tòa án cấp dưới căn cứ theo danh sách của Ủy ban Tư pháp và Luật sư nhưng không cần phải được Ủy ban Bổ nhiệm phê chuẩn.

### Quyền lập pháp
Tổng thống có quyền phủ quyết luật của Quốc hội trong 30 ngày sau khi luật được trình tổng thống ký ban hành. Trong trường hợp tổng thống không ký ban hành nhưng cũng không phủ quyết thì luật có hiệu lực như đã được ký ban hành. Tổng thống có quyền phủ quyết những điều khoản trong dự toán ngân sách nhà nước hoặc dự án luật về thuế quan. Hằng năm tổng thống trình bày Thông điệp Quốc gia trước Quốc hội.

## Quy trình bầu cử

### Tiêu chuẩn
Hiến pháp Philippines quy định người ứng cử tổng thống phải:
- có quốc tịch Philippines từ khi sinh ra
- đã đăng ký cử tri
- biết đọc, viết
- đủ 40 tuổi vào ngày bầu cử
- đã thường trú ít nhất 10 năm tại Philippines trước cuộc bầu cử

Pháp luật Philippines quy định người nào mà khi sinh ra có cha hoặc mẹ là công dân Philippines và người nào sinh ra trước ngày 17 tháng 1 năm 1973 có mẹ là người Philippines và quyết định nhập quốc tịch Philippines khi đến tuổi trưởng thành thì được xem là có quốc tịch Philippines từ khi sinh ra.

### Bầu cử

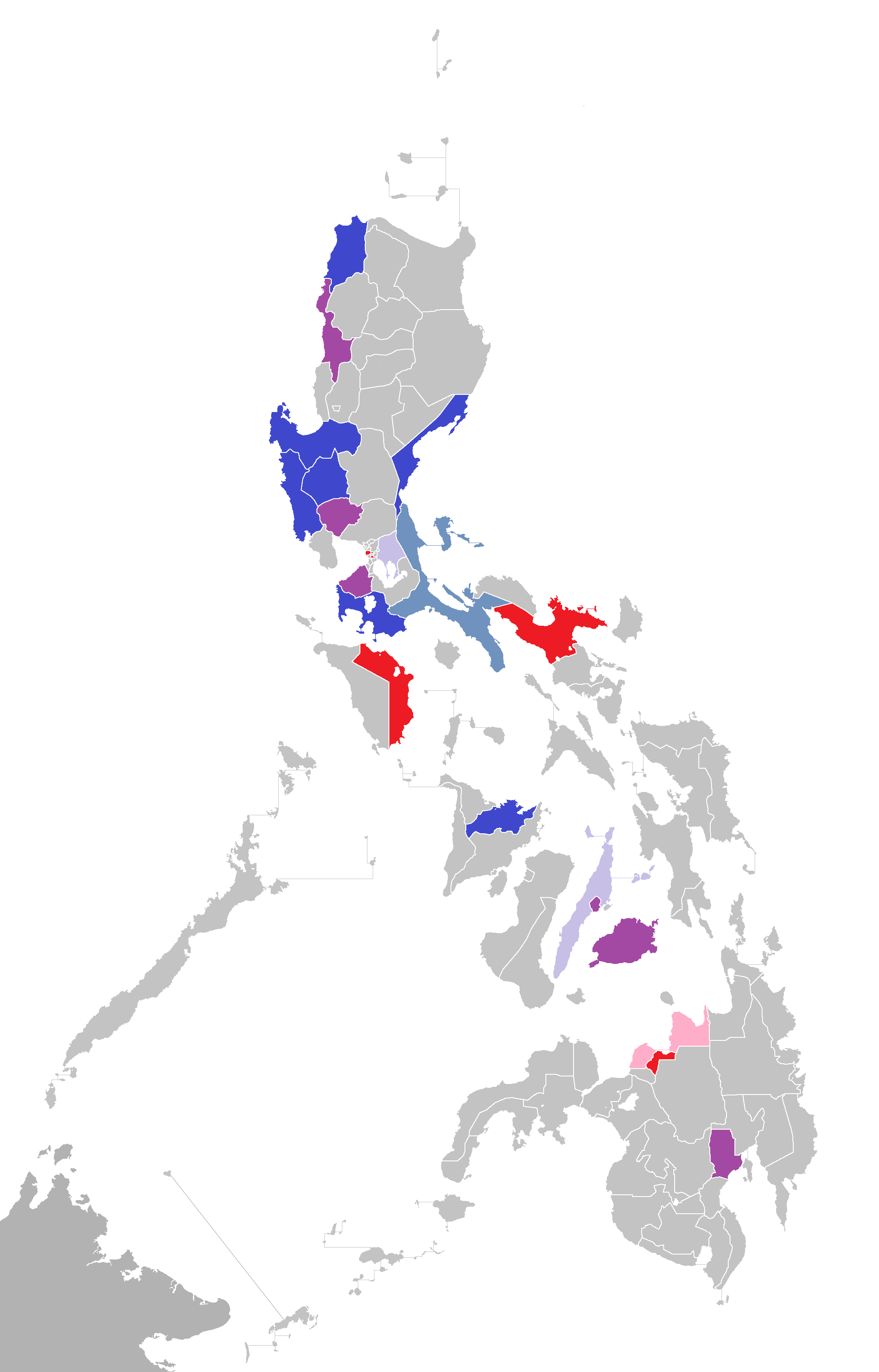
Tỉnh xuất thân (xanh và tím) của các tổng thống Philippines.

Bầu cử tổng thống thông thường được tổ chức vào thứ Hai thứ nhì trong tháng 5.

### Lễ tuyên thệ nhậm chức

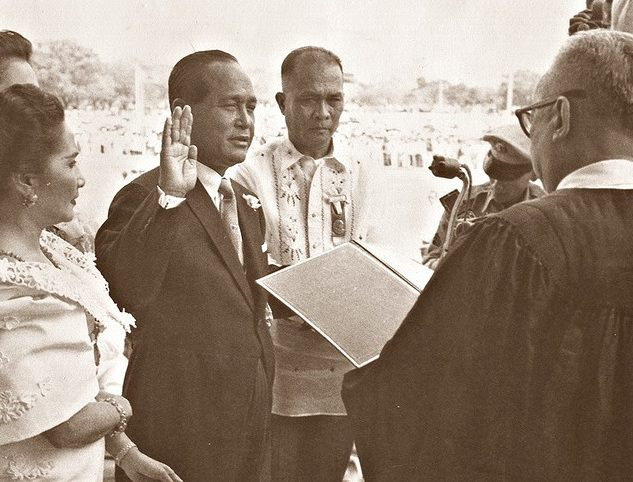
Lễ tuyên thệ nhậm chức của Carlos P. Garcia vào năm 1957

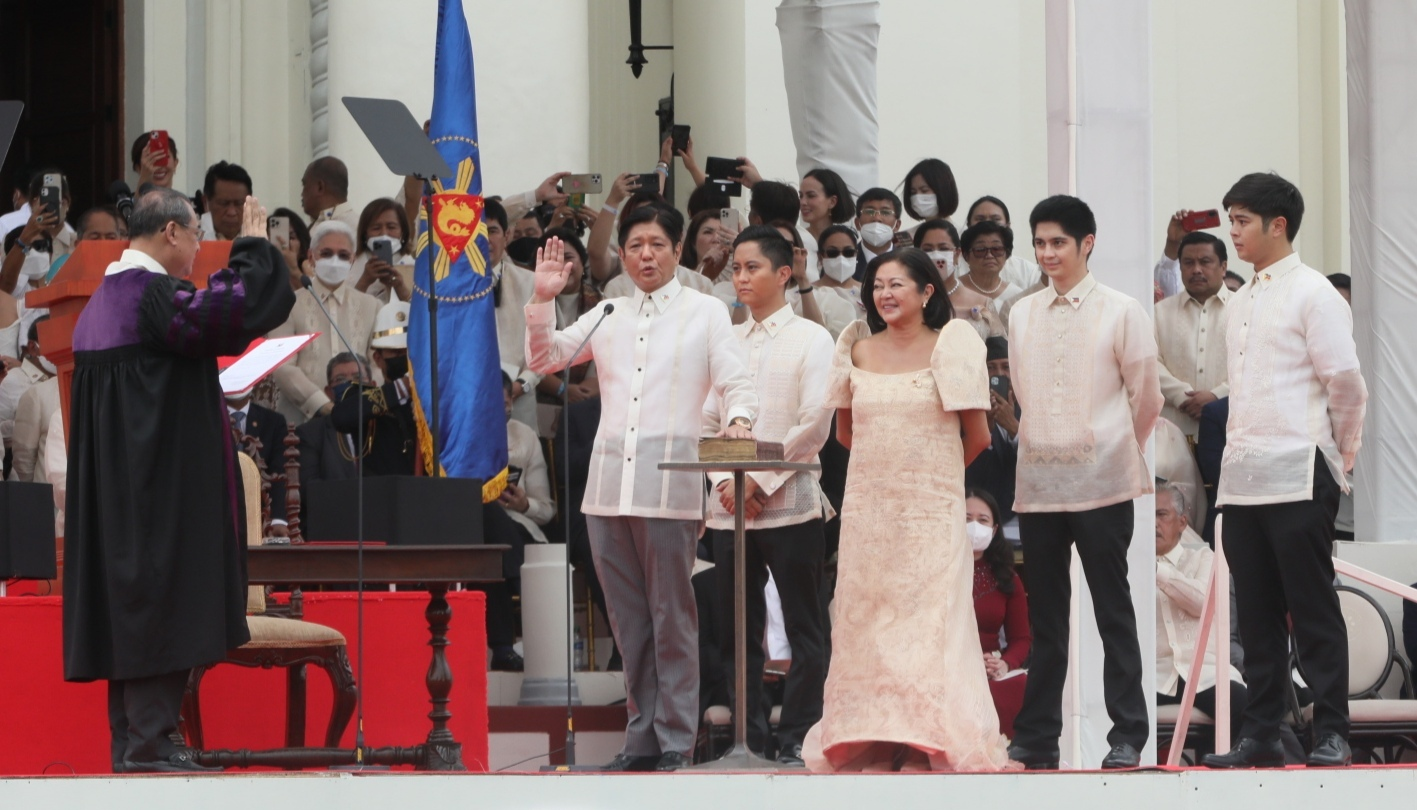
Lễ tuyên thệ nhậm chức của Bongbong Marcos

Tân tổng thống Philippines tuyên thệ nhậm chức vào trưa ngày 30 tháng 6 sau cuộc bầu cử tổng thống. Theo thường lệ, phó tổng thống tuyên thệ nhậm chức trước tổng thống vì hai lý do: thứ nhất, tổng thống là chức vụ cao nhất nên phải là người cuối cùng tuyên thệ nhậm chức; thứ hai là để có người kế nhiệm tổng thống phòng khi khuyết tân tổng thống.
Lễ tuyên thệ nhậm chức thông thường được tổ chức ở một trong ba địa điểm: Nhà thờ Barasoain tại Thành phố Malolos, tỉnh Bulacan; Bảo tàng Mỹ thuật Quốc gia tại Manila; hoặc Khán đài Quirino. Một vài tổng thống đã phá lệ mà tuyên thệ nhậm chức ở nơi khác. Ví dụ: Tổng thống Gloria Macapagal Arroyo phát biểu trước khi tuyên thệ nhậm chức tại Khán đài Quirino rồi tuyên thệ nhậm chức tại Thành phố Cebu trước Chánh án Tòa án tối cao Hilario Davide Jr. và ngày hôm sau họp nội các lần đầu tiên tại Butuan. Ba địa điểm này tượng trưng cho ba đảo chính của Philippines: Luzon, Visayas và Mindanao. Trong nhiệm kỳ đầu tiên, Arroyo tuyên thệ nhậm chức tại Đền thờ EDSA là nơi tưởng niệm các cuộc biểu tình đã lật đổ Tổng thống Joseph Estrada.
Hiến pháp Philippines quy định tổng thống và phó tổng thống tuyên thệ nhậm chức như sau:
"I, (name), do solemnly swear [or affirm], that I will faithfully and conscientiously fulfill my duties as President [or Vice-President or Acting President] of the Philippines. Preserve and defend its Constitution, execute its laws, do justice to every man, and consecrate myself to the service of the Nation. So help me God." [In case of affirmation, last sentence will be omitted.]— Hiến pháp Philippines, điều 7, khoản 5

Fidel V. Ramos, Joseph Estrada, Benigno Aquino III và Bongbong Marcos tuyên thệ nhậm chức bằng tiếng Filipino như sau:
"Ako si (pangalan), ay taimtim kong pinanunumpaan (o pinatototohanan) na tutuparin ko nang buong katapatan at sigasig ang aking mga tungkulin bilang Pangulo (o Pangalawang Pangulo o Nanunungkulang Pangulo) ng Pilipinas, pangangalagaan at ipagtatanggol ang kanyang Konstitusyon, ipatutupad ang mga batas nito, magiging makatarungan sa bawat tao, at itatalaga ang aking sarili sa paglilingkod sa Bansa. Kasihan nawa ako ng Diyos." (Kapag pagpapatotoo, ang huling pangungusap ay kakaltasin.)— Konstitusyon ng Pilipinas, Artikulo VII, SEK. 5

Ngay sau khi tổng thống tuyên thệ nhậm chức thì bắn 21 phát đại bác và cử hành hoàng ca "We Say Mabuhay". Tổng thống đọc diễn văn tuyên thệ nhậm chức rồi di chuyển đến Cung Malacañang và leo lên cầu thang, tượng trưng cho việc chính thức sở hữu cung điện. Tổng thống làm lễ tuyên thệ nhậm chức cho nội các trong Cung Malacañang.

## Đương nhiệm

### Thông điệp Quốc gia

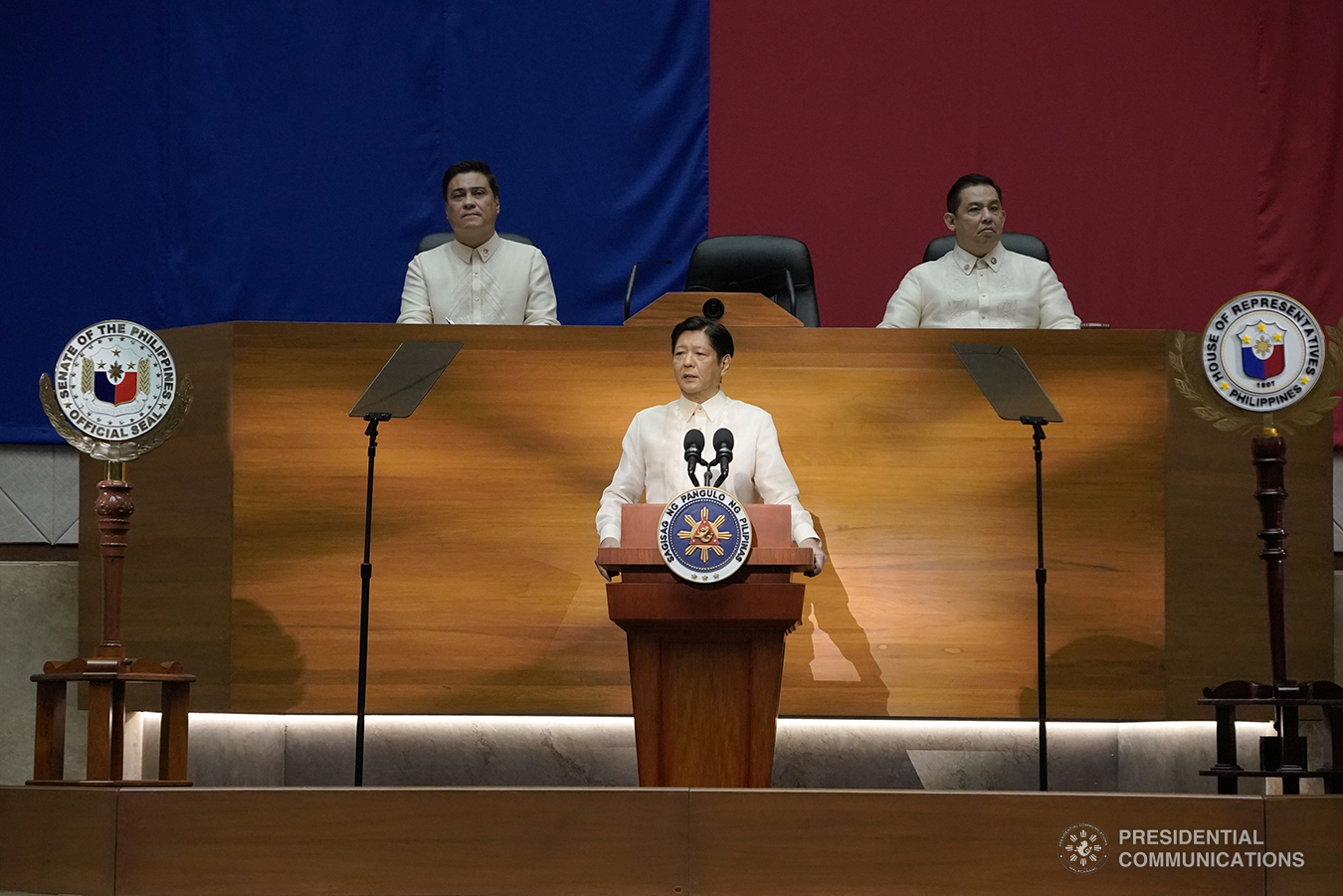
Tổng thống Bongbong Marcos trình bày Thông điệp Quốc gia đầu tiên vào ngày 25 tháng 7 năm 2022.

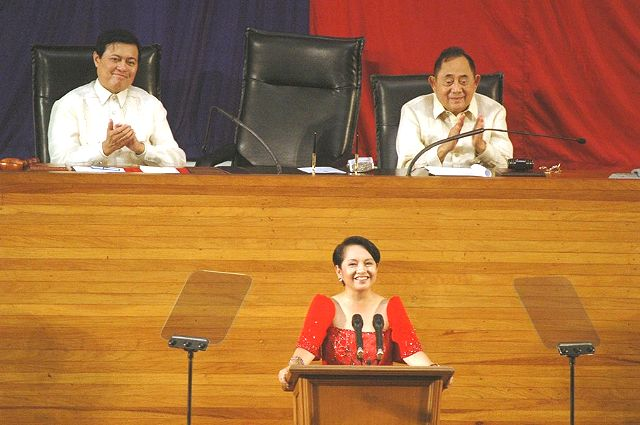
Gloria Macapagal Arroyo trình bày Thông điệp Quốc gia tại trụ sở Hạ viện

Hiến pháp Philippines quy định hằng năm tổng thống trình bày Thông điệp Quốc gia trước một phiên họp chung của Hạ viện và Thượng viện.

### Nhiệm kỳ và giới hạn số nhiệm kỳ
Hiến pháp năm 1935 quy định nhiệm kỳ của tổng thống là 6 năm, tổng thống không được tái cử. Năm 1940, hiến pháp được sửa đổi, quy định lại nhiệm kỳ của tổng thống và phó tổng thống là 4 năm, tổng thống được tái cử một nhiệm kỳ. Chỉ có hai tổng thống tái cử thành công: Manuel L. Quezon và Ferdinand E. Marcos. Marcos là tổng thống duy nhất tái cử hai nhiệm kỳ.
Ngày 24 tháng 8 năm 1970, Quốc hội thông qua luật triệu tập Hội nghị Lập hiến nhằm ban hành hiến pháp mới, gồm 320 đại biểu. Hội nghị Lập hiến họp lần đầu tiên vào tháng 7 năm 1971. Ngày 21 tháng 9 năm 1972, Tổng thống Marcos ra lệnh thiết quân luật. Ngày 30 tháng 11 năm 1972, Hội nghị Lập hiến thông qua dự thảo hiến pháp. Dự thảo hiến pháp được người dân phê chuẩn trong các cuộc trưng cầu ý dân địa phương. Ngày 17 tháng 1 năm 1973, Marcos ban hành hiến pháp mới. Trong cuộc bầu cử tổng thống năm 1981, Marcos đánh bại Alejo Santos và tái cử nhiệm kỳ thứ ba.
Hiến pháp năm 1987 khôi phục quy định cấm tái cử của hiến pháp năm 1935. Nhiệm kỳ của tổng thống là 6 năm, bắt đầu từ trưa ngày thứ 13 trong tháng 6 và kết thúc vào trưa cùng ngày. Ai mà đã giữ chức tổng thống quá bốn năm thì không được tái cử.

### Khuyết tổng thống và kế nhiệm

#### Đầu nhiệm kỳ
Hiến pháp Philippines quy định thứ tự kế nhiệm tổng thống là phó tổng thống, chủ tịch Thượng viện rồi chủ tịch Hạ viện. Trong trường hợp khuyết tổng thống và phó tổng thống cùng lúc thì Quốc hội tổ chức bầu cử đặc biệt trong một thời hạn nhất định, trừ phi cách bầu cử tổng thống không quá 18 tháng. Quyền tổng thống thực hiện những nhiệm vụ, quyền hạn của tổng thống.

#### Trong nhiệm kỳ

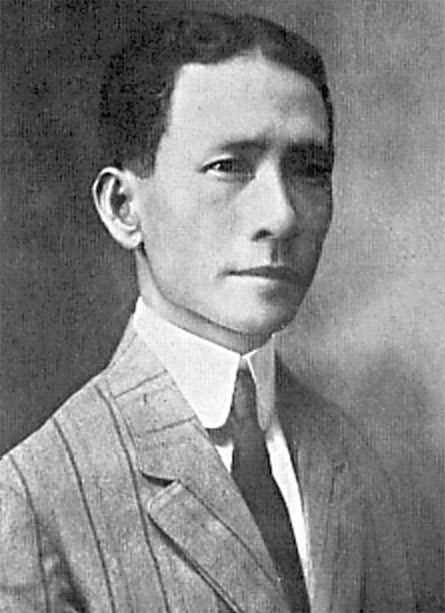
Sergio Osmeña là phó tổng thống đầu tiên kế nhiệm tổng thống sau khi Tổng thống Manuel L. Quezon qua đời vào năm 1944.

Hiến pháp Philippines quy định thứ tự kế nhiệm tổng thống là phó tổng thống, chủ tịch Thượng viện rồi chủ tịch Hạ viện. Trong trường hợp khuyết tổng thống và phó tổng thống cùng lúc thì Quốc hội tổ chức bầu cử đặc biệt trong một thời hạn nhất định, trừ phi cách bầu cử tổng thống không quá 18 tháng. Quyền tổng thống thực hiện những nhiệm vụ, quyền hạn của tổng thống.

### Đàn hặc, luận tội
Hạ viện quyết định đàn hặc tổng thống, phó tổng thống, thẩm phán Tòa án tối cao, thành viên các cơ quan hiến định và chánh thanh tra nếu một phần ba tổng số hạ nghị sĩ biểu quyết tán thành. Thượng viện có nhiệm vụ luận tội các quan chức bị đàn hặc. Chủ tịch Thượng viện và chánh án Tòa án tối cao cùng chủ tọa phiên luận tội, Hạ viện cử một nhóm hạ nghị sĩ ra Thượng viện trình bày đơn đàn hặc. Thượng viện quyết định kết tội, cách chức quan chức bị đàn hặc nếu ít nhất hai phần ba tổng số thượng nghị sĩ biểu quyết tán thành. Trường hợp được xử trắng án thì không được đàn hặc cùng một quan chức trong thời hạn một năm.
Hiến pháp Philippines quy định quan chức nào vi phạm hiến pháp, phản bội sự tín nhiệm của nhân dân hay phạm tội phản quốc, nhận hối lộ, tham nhũng hoặc những trọng tội khác thì có thể bị đàn hặc.

### Nơi ở và làm việc chính thức

Nơi làm việc của tổng thống
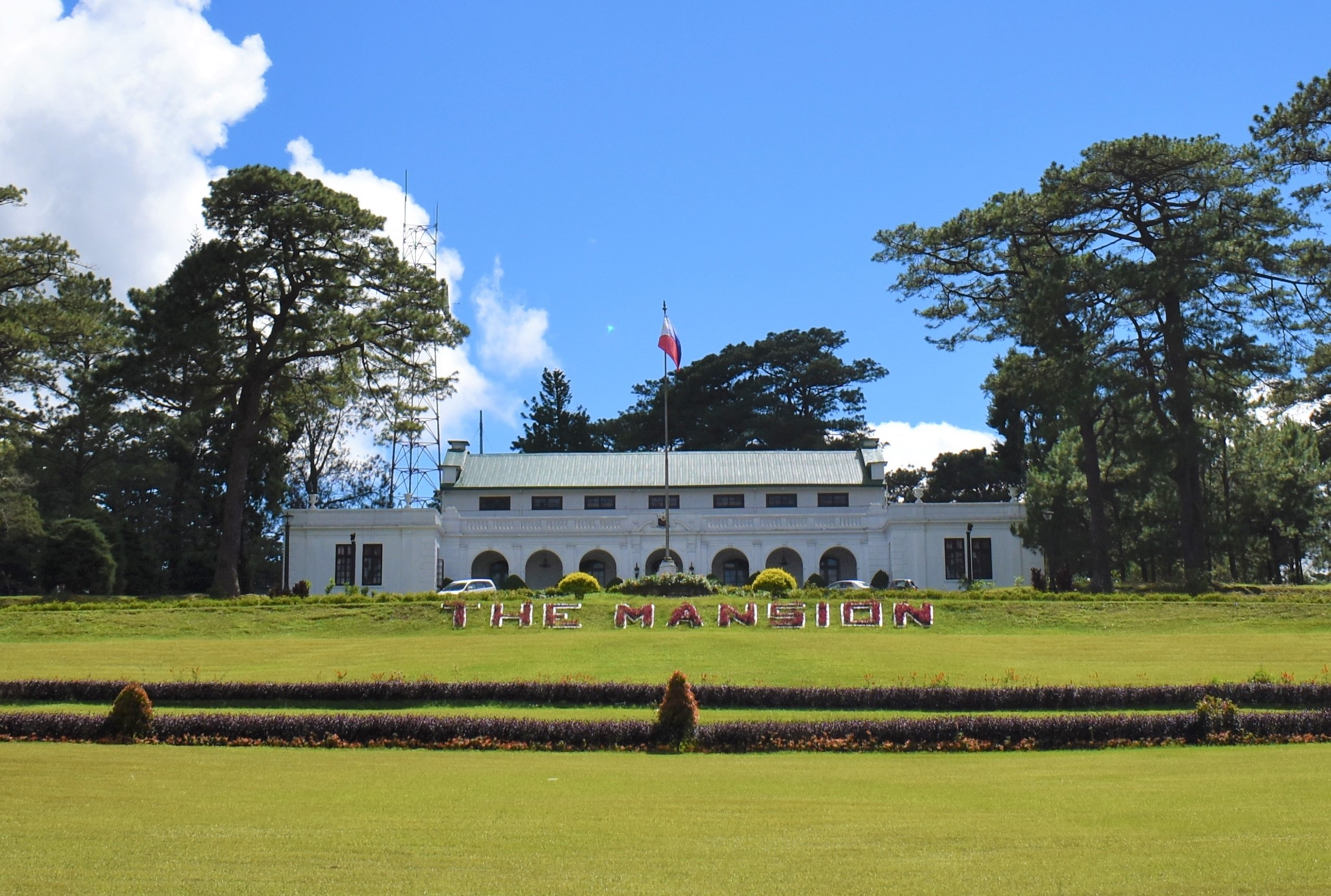
Biệt thự của tổng thống
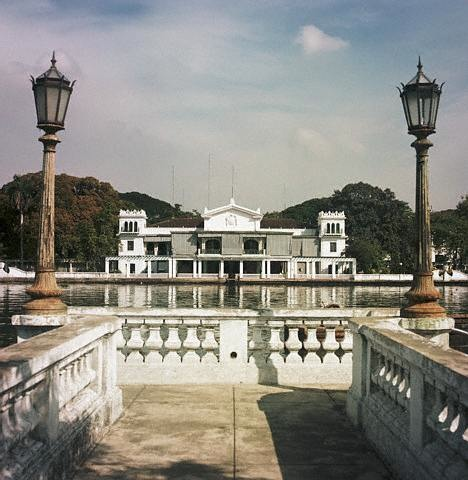
Cung Malacañang, nơi làm việc chính thức

Cung Malacañang là nơi ở và làm việc chính thức của tổng thống Philippines, nằm dọc theo bờ bắc của Sông Pasig tại Manila. Tên tiếng Filipino của tòa nhà bắt nguồn từ thành ngữ "may lakán diyán" trong tiếng Tagalog (nghĩa là "có một người quý tộc ở đó") và thành ngữ này được rút gọn thành Malakanyáng. Tòa nhà được xây dựng theo lối kiến trúc pha trộn kiến trúc bahay na bato bản địa và kiến trúc tân cổ điển.

### Phương tiện đi lại

#### Máy bay

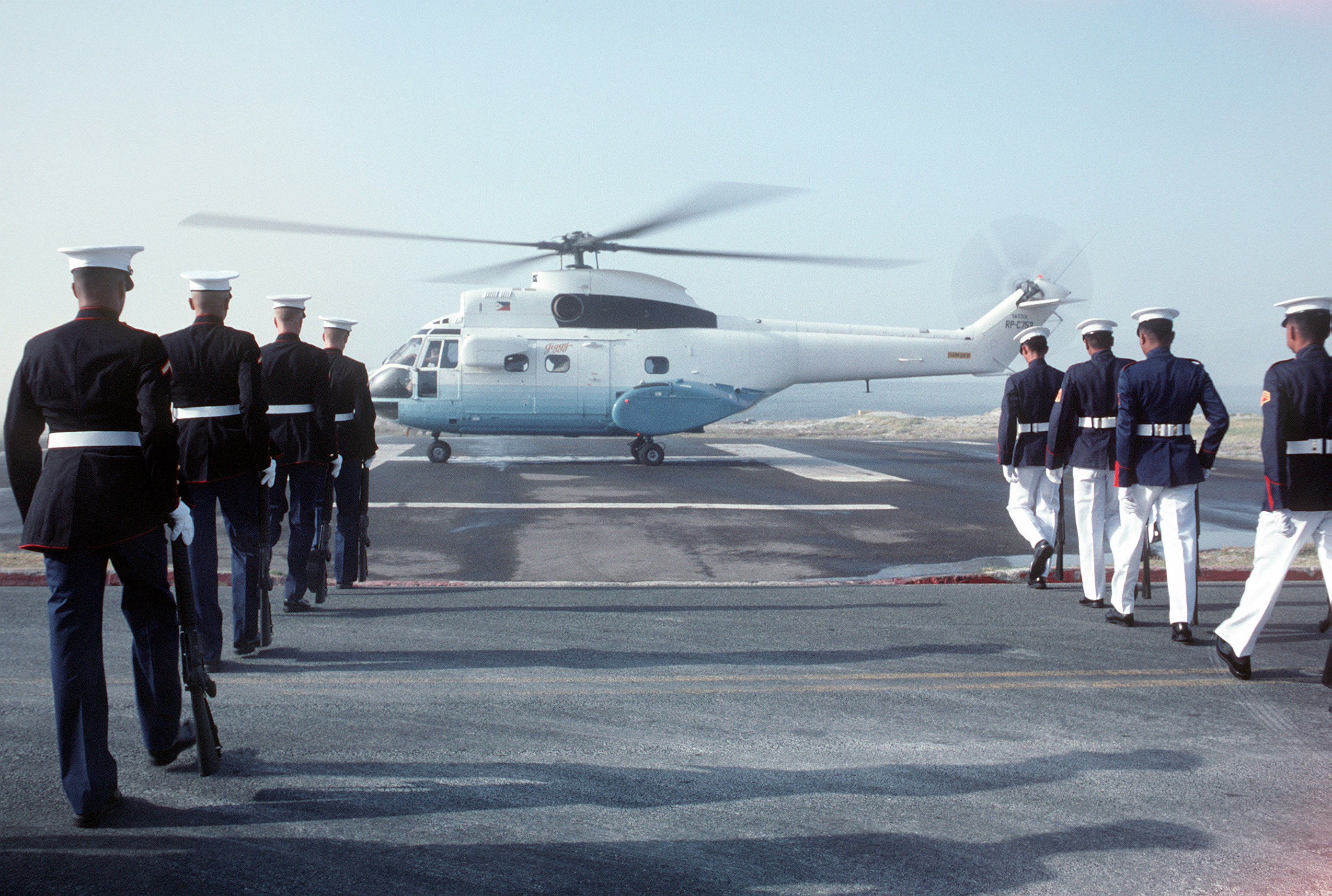
Một chiếc Aérospatiale SA-330 Puma chở Tổng thống Corazon C. Aquino tại Căn cứ Hải quân Hoa Kỳ Vịnh Subic.

Phi đội Không vận 250 của Không quân Philippines có nhiệm vụ chở tổng thống Philippines và gia đình cùng với những thành viên khác của chính phủ, nguyên thủ quốc gia thăm Philippines và những khách mời khác của chính phủ.

#### Tàu bè
BRP Ang Pangulo là chiếc thuyền phục vụ tổng thống thuộc Hải quân Philippines, được đưa vào hoạt động từ ngày 7 tháng 3 năm 1959. Chiếc thuyền được Nhật Bản tặng cho Philippines nhằm bồi thường thiệt hại trong Chiến tranh thế giới thứ hai. Chiếc thuyền được dùng để tiếp đãi khách mời của tổng thống.

#### Xe
Tổng thống Philippines có hai chiếc xe Mercedes-Benz W221 S600 Guard màu đen, bọc thép, một chiếc là xe mồi. Đoàn hộ tống của tổng thống gồm Nissan Patrol, Audi A6, BMW 7 Series, Chevrolet Suburban, Hyundai Equus, Hyundai Starex, Toyota Camry, Toyota Fortuner, Toyota Land Cruiser, xe mô tô 400 phân khối, Toyota Altis loại chuyên dụng của Cảnh sát Quốc gia Philippines, những xe công vụ khác và xe cứu thương ở cuối đoàn hộ tống. Biển số xe của tổng thống có chữ số "1" hoặc chữ "PANGULO" (nghĩa là tổng thống).

## Hậu nhiệm kỳ

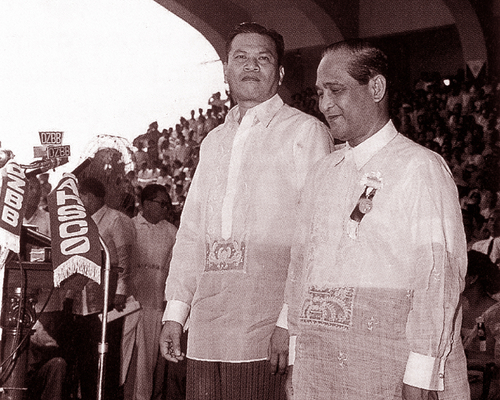
Garcia (phải) và Magsaysay (trái)

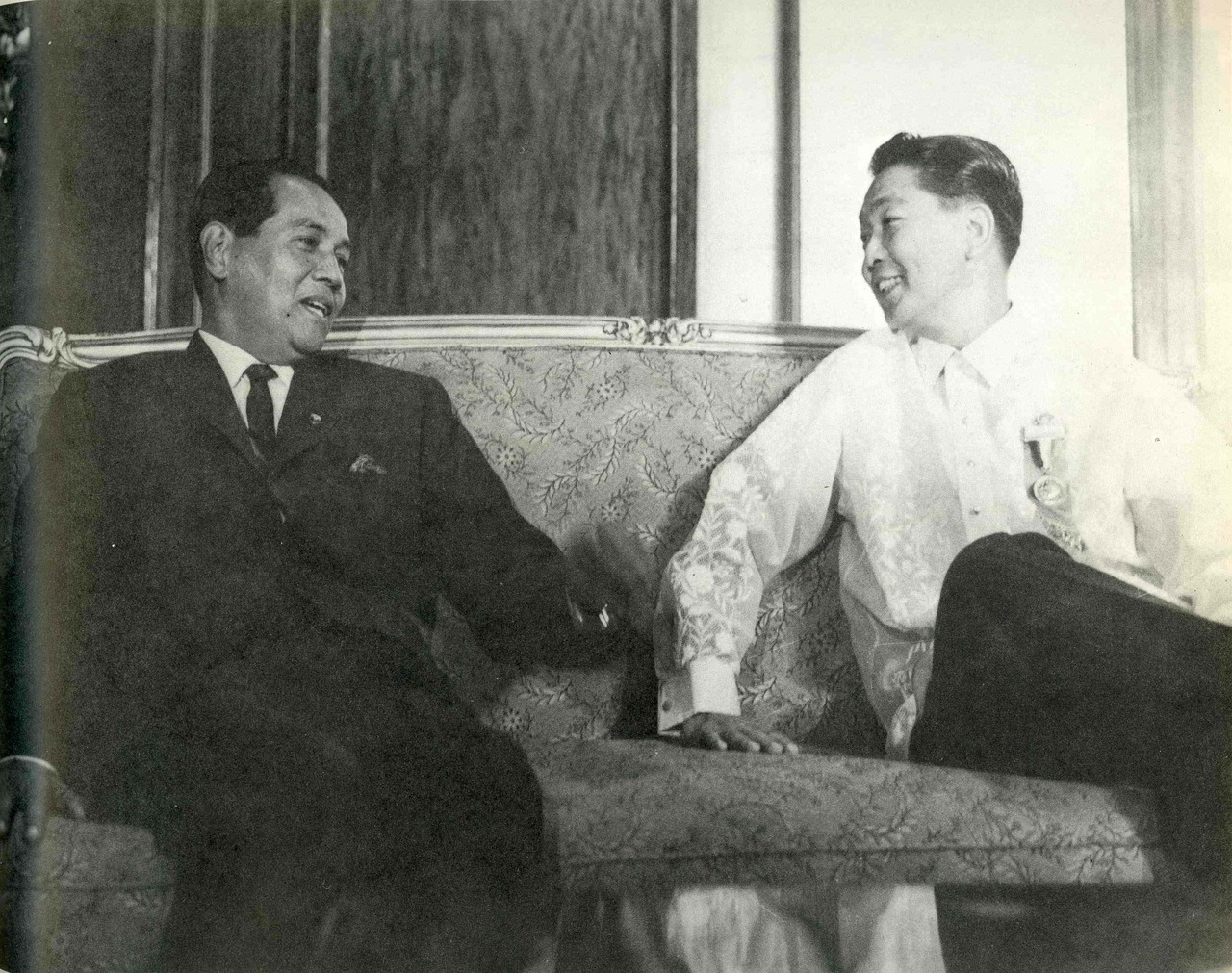
Tổng thống Diosdado Macapagal tiếp chuyện tân tổng thống Ferdinand E. Marcos tại Phòng Âm nhạc Cung Malacañan trước khi cả ha i ra địa điểm tuyên thệ nhậm chức, ngày 30 tháng 12 năm 1965.

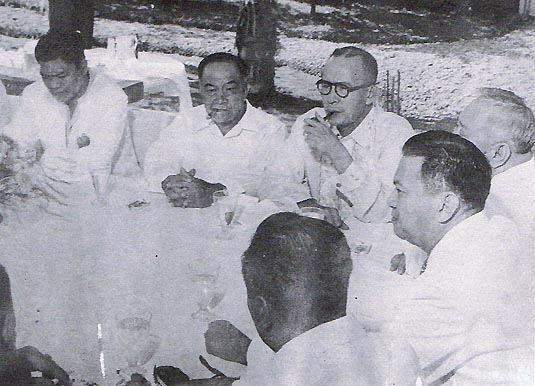
Tại Cung Malacañang, năm 1955. Theo chiều kim đồng hồ từ góc trên bên trái: Thượng nghị sĩ Edmundo Cea, cựu tổng thống Jose P. Laurel Sr., Thượng nghị sĩ Cipriano Primicias, Chủ tịch Thượng viện Eulogio A. Rodriguez, Sr., Tổng thống Ramon F. Magsaysay và Chủ tịch Hạ viện Jose B. Laurel, Jr.

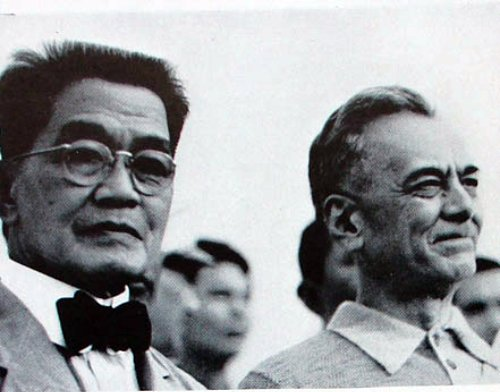
Tổng thống Emilio Aguinaldo và Manuel L. Quezon trong cuộc vận động tranh cử năm 1935.

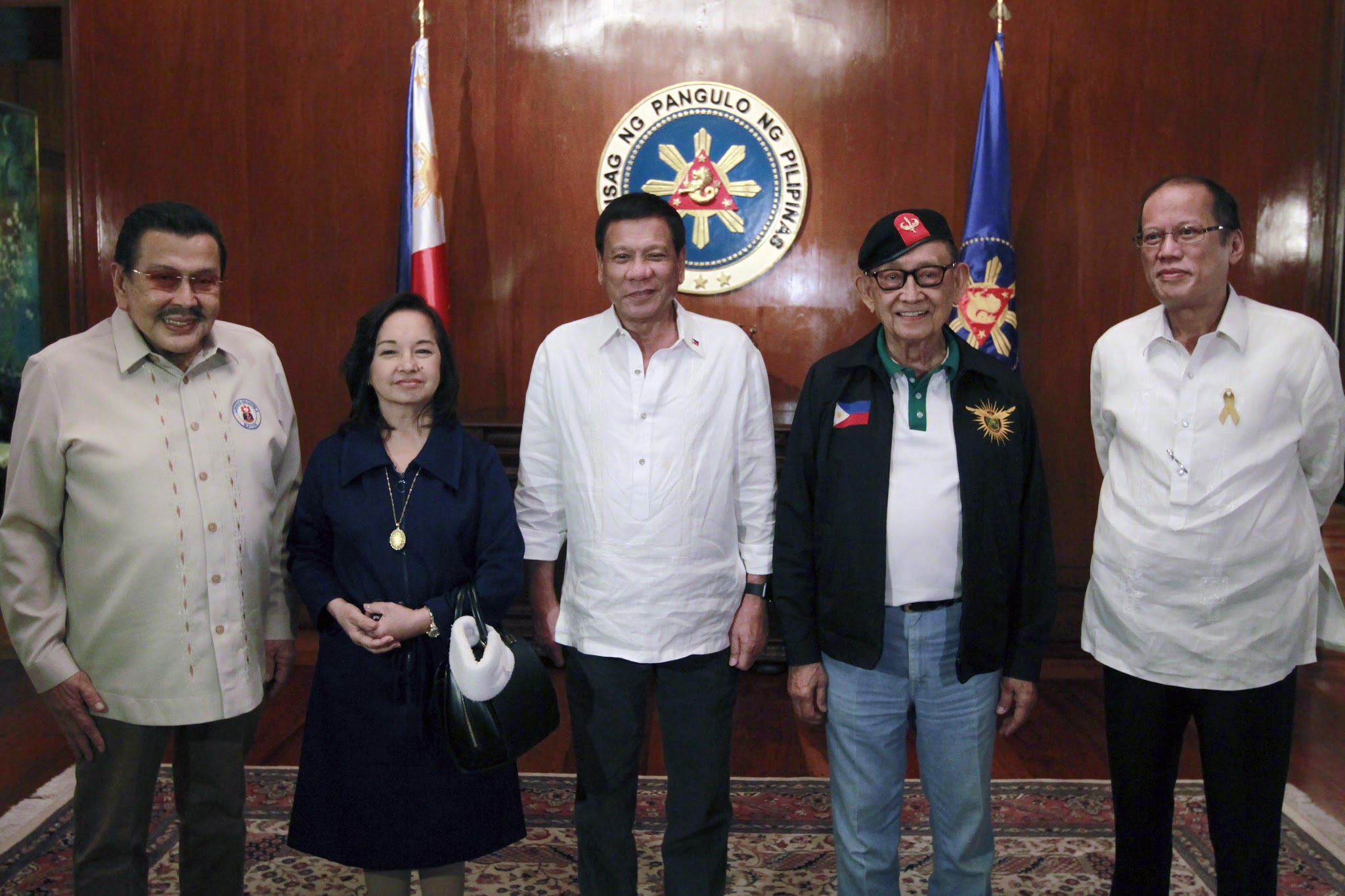
Từ trái sang phải: các tổng thống Joseph Ejercito Estrada, Gloria Macapagal Arroyo, Rodrigo Duterte, Fidel V. Ramos và Benigno S. Aquino III tại Cung Malacañang trước một cuộc họp Hội đồng an ninh quốc gia vào ngày 27 tháng 7 năm 2016.

Sau khi mãn nhiệm, một số tổng thống tiếp tục giữ những chức vụ công và tích cực tham gia chính trị. Ngoại trừ Ferdinand Marcos thì những cựu tổng thống và gia đình của họ được cắt cử một phân đội an ninh gồm bảy quân nhân và được hưởng những đặc quyền khác.
- José P. Laurel là thượng nghị sĩ từ năm 1951 đến năm 1957, tổng thống đầu tiên giữ chức vụ thấp hơn sau khi mãn nhiệm. Đảng Quốc dân vận động ông tái tranh cử nhưng Laurel quyết định giúp Ramon Magsaysay tranh cử. Ông được Magsaysay bổ nhiệm làm trưởng đoàn ngoại giao có nhiệm vụ đàm phán thương mại và những vấn đề khác với Hoa Kỳ. Hoa Kỳ và Philippines ký Hiệp định Laurel-Langley vào năm 1955. Laurel cũng được bổ nhiệm làm chủ tịch Phái đoàn Kinh tế tại Hoa Kỳ và là người sáng lập Trường đại học Philippines.[80][81]
- Sergio Osmeña được các tổng thống Roxas, Quirino, Magsaysay và García bổ nhiệm vào Hội đồng Nhà nước. Ông được García bổ nhiệm làm thành viên Hội đồng an ninh quốc gia.
- Elpidio Quirino được Magsaysay bổ nhiệm vào Hội đồng Nhà nước.[82]
- Carlos P. García được bầu làm chủ tịch Hội nghị Lập hiến vào ngày 1 tháng 6 năm 1971.[83]
- Diosdado Macapagal kế nhiệm chủ tịch Hội nghị Lập hiến sau García. Về sau, ông làm giảng viên trường đại học và được Aquino và Ramos bổ nhiệm vào Hội đồng Nhà nước.
- Corazon Aquino được Ramos, Estrada và Arroyo bổ nhiệm làm thành viên Hội đồng an ninh quốc gia. Aquino cũng được Arroyo bổ nhiệm vào Hội đồng Nhà nước.
- Fidel Ramos là người sáng lập Quỹ Hòa bình và Phát triển Ramos. Ông được Estrada bổ nhiệm làm cố vấn cấp cao trong Hội đồng an ninh quốc gia. Arroyo bổ nhiệm Ramos làm thành viên Hội đồng Nhà nước và đại sứ không nhiệm sở. Ông được Duterte bổ nhiệm làm đặc phái viên có nhiệm vụ đàm phán với Trung Quốc về những tranh chấp trên Biển Đông nhưng từ chức vào ngày 1 tháng 11 năm 2016 sau khi Duterte có chuyến thăm cấp nhà nước đến Trung Quốc vào ngày 16 tháng 10.
- Joseph Estrada được Arroyo đặc xá, khôi phục quyền chính trị vào năm 2007. Ông quay trở lại sự nghiệp điện ảnh vào tháng 11 năm 2009 nhằm quảng bá việc tranh cử tổng thống lần thứ hai mặc dù hiến pháp Philippines cấm tái tranh cử. Estrada được Arroyo, Aquino III, Duterte và Marcos Jr. bổ nhiệm vào Hội đồng an ninh quốc gia.[84][85][86] Sau khi thất cử tổng thống vào năm 2010, Estrada là thị trưởng Manila từ năm 2013 đến năm 2019.
- Gloria Macapagal Arroyo trúng cử hạ nghị sĩ vào năm 2010 và năm 2022. Từ năm 2016 đến năm 2017 và từ năm 2022, Arroyo là phó chủ tịch Hạ viện. Từ năm 2018 đến năm 2019, bà là chủ tịch Hạ viện, nữ chủ tịch Hạ viện đầu tiên của Philippines.[87]
- Benigno Aquino III được Duterte bổ nhiệm vào Hội đồng an ninh quốc gia.
- Rodrigo Duterte được Marcos Jr. bổ nhiệm vào Hội đồng an ninh quốc gia.

## Danh sách tổng thống Philippines
| No. overall | Chân dung                         | Tên (Năm sinh–Năm mất)                                | Bắt đầu nhiệm kỳ     | Kết thúc nhiệm kỳ                            | Đảng phái              | Năm đắc cử                                       | Phó Tổng thống                                                 |
| ----------- | --------------------------------- | ----------------------------------------------------- | -------------------- | -------------------------------------------- | ---------------------- | ------------------------------------------------ | -------------------------------------------------------------- |
| 1           | Emilio Aguinaldo                  | Emilio Aguinaldo 1869–1964 (Thời gian sống: 94 năm)   | 23 tháng 1, 1899     | 23 tháng 3 năm 1901                          | Không đảng             | 1 (1899)                                         | Không                                                          |
| 2           | Manuel L. Quezon                  | Manuel L. Quezon 1878–1944 (Thời gian sống: 65 năm)   | 15 tháng 11 năm 1935 | 1 tháng 8 năm 1944 (Qua đời khi đương chức)  | Đảng Dân tộc chủ nghĩa | 2 (1935)                                         | Sergio Osmeña                                                  |
| 3           | José P. Laurel                    | José P. Laurel 1891–1959 (Thời gian sống: 68 năm)     | 14 tháng 10 năm 1943 | 17 tháng 8 năm 1945                          | KALIBAPI               | 4 (1943)                                         | Không                                                          |
| 4           | Sergio Osmeña                     | Sergio Osmeña 1878–1961 (Thời gian sống: 83 năm)      | 1 tháng 8 năm 1944   | 28 tháng 5 năm 1946                          | Đảng Dân tộc chủ nghĩa | 3 (1941)                                         | Không                                                          |
| 5           | Manuel Roxas                      | Manuel Roxas 1892–1948 (Thời gian sống: 56 năm)       | 28 tháng 5 năm 1946  | 15 tháng 4 năm 1948 (Qua đời khi đương chức) | Đảng Tự do             | 5 (1946)                                         | Elpidio Quirino 28 tháng 5 năm 1946– 17 tháng 4 năm 1948       |
| 6           | Elpidio Quirino                   | Elpidio Quirino 1890–1956 (Thời gian sống: 65 năm)    | 17 tháng 4 năm 1948  | 30 tháng 12 năm 1953                         | Đảng Tự do             | Không 17 tháng 4 năm 1948 – 30 tháng 12 năm 1949 | Không 17 tháng 4 năm 1948 – 30 tháng 12 năm 1949               |
| 6           | Elpidio Quirino                   | Elpidio Quirino 1890–1956 (Thời gian sống: 65 năm)    | 17 tháng 4 năm 1948  | 30 tháng 12 năm 1953                         | Đảng Tự do             | 6 (1949)                                         | Fernando Lopez 30 tháng 12 năm 1949 – 30 tháng 12 năm 1953     |
| 7           | Ramon Magsaysay                   | Ramon Magsaysay 1907–1957 (Thời gian sống: 49 năm)    | 30 tháng 12 năm 1953 | 17 tháng 3 năm 1957 (Qua đời khi đương chức) | Đảng Dân tộc chủ nghĩa | 7 (1953)                                         | Carlos P. Garcia                                               |
| 8           | Carlos P. Garcia                  | Carlos P. Garcia 1896–1971 (Thời gian sống: 74 năm)   | 18 tháng 3 năm 1957  | 30 tháng 12 năm 1961                         | Đảng Dân tộc chủ nghĩa | Không 18 tháng 3 – 30 tháng 12 năm 1957          | Không 18 tháng 3 – 30 tháng 12 năm 1957                        |
| 8           | Carlos P. Garcia                  | Carlos P. Garcia 1896–1971 (Thời gian sống: 74 năm)   | 18 tháng 3 năm 1957  | 30 tháng 12 năm 1961                         | Đảng Dân tộc chủ nghĩa | 8 (1957)                                         | Diosdado Macapagal 30 tháng 12 năm 1957 – 30 tháng 12 năm 1961 |
| 9           | Diosdado Macapagal                | Diosdado Macapagal 1910–1997 (Thời gian sống: 86 năm) | 30 tháng 12 năm 1961 | 30 tháng 12 năm 1965                         | Đảng Tự do             | 9 (1961)                                         | Emmanuel Pelaez                                                |
| 10          | Ferdinand Marcos                  | Ferdinand Marcos 1917–1989 (Thời gian sống: 72 năm)   | 30 tháng 12 năm 1965 | 25 tháng 2 năm 1986 (Bị lật đổ)              | Đảng Dân tộc chủ nghĩa | 10 (1965)                                        | Fernando Lopez 30 tháng 12 năm 1965 – 23 tháng 9 năm 1972      |
| 10          | Ferdinand Marcos                  | Ferdinand Marcos 1917–1989 (Thời gian sống: 72 năm)   | 30 tháng 12 năm 1965 | 25 tháng 2 năm 1986 (Bị lật đổ)              | Đảng Dân tộc chủ nghĩa | 11 (1969)                                        | Fernando Lopez 30 tháng 12 năm 1965 – 23 tháng 9 năm 1972      |
| 10          | Ferdinand Marcos                  | Ferdinand Marcos 1917–1989 (Thời gian sống: 72 năm)   | 30 tháng 12 năm 1965 | 25 tháng 2 năm 1986 (Bị lật đổ)              | Đảng Dân tộc chủ nghĩa | Không 23 tháng 9 năm 1972 – 25 tháng 2 năm 1986  |                                                                |
| 10          | Ferdinand Marcos                  | Ferdinand Marcos 1917–1989 (Thời gian sống: 72 năm)   | 30 tháng 12 năm 1965 | 25 tháng 2 năm 1986 (Bị lật đổ)              | KBL                    | 12 (1981)                                        |                                                                |
| 11          | Corazon Aquino                    | Corazon Aquino 1933–2009 (Thời gian sống: 76 năm)     | 25 tháng 2 năm 1986  | 30 tháng 6 năm 1992                          | UNIDO                  | 13 (1986)                                        | Salvador Laurel                                                |
| 12          | DN-ST-93-01129.jpg                | Fidel V. Ramos 1928–2022 (Thời gian sống: 94 năm)     | 30 tháng 6 năm 1992  | 30 tháng 6 năm 1998                          | Lakas–NUCD             | 14 (1992)                                        | Joseph Estrada                                                 |
| 13          | Joseph Estrada                    | Joseph Estrada Sinh 1937 (87 tuổi)                    | 30 tháng 6 năm 1998  | 20 tháng 1 năm 2001 (Bị lật đổ)              | LAMMP                  | 15 (1998)                                        | Gloria Macapagal-Arroyo                                        |
| 14          | President Arroyo (06-14-2006).jpg | Gloria Macapagal-Arroyo Sinh 1947 (77 tuổi)           | 20 tháng 1 năm 2001  | 30 tháng 6 năm 2010                          | Lakas–NUCD             | 15 (1998)                                        | Không 20 tháng 1– 7 tháng 2 năm 2001                           |
| 14          | President Arroyo (06-14-2006).jpg | Gloria Macapagal-Arroyo Sinh 1947 (77 tuổi)           | 20 tháng 1 năm 2001  | 30 tháng 6 năm 2010                          | Lakas–NUCD             | 15 (1998)                                        | Teofisto Guingona Jr. 7 tháng 2 năm 2001 – 30 tháng 6 năm 2004 |
| 14          | President Arroyo (06-14-2006).jpg | Gloria Macapagal-Arroyo Sinh 1947 (77 tuổi)           | 20 tháng 1 năm 2001  | 30 tháng 6 năm 2010                          | Lakas–Kampi–CMD        | 16 (2004)                                        | Noli de Castro                                                 |
| 15          | Benigno Aquino III                | Benigno Aquino III 1960–2021 (Thời gian sống: 61 năm) | 30 tháng 6 năm 2010  | 30 tháng 6 năm 2016                          | Đảng Tự do             | 17 (2010)                                        | Jejomar Binay                                                  |
| 16          | Rodrigo Duterte                   | Rodrigo Duterte Sinh 1945 (79 tuổi)                   | 30 tháng 6 năm 2016  | 30 tháng 6 năm 2022                          | PDP–Laban              | 18 (2016)                                        | Leni Robredo                                                   |
| 17          | Ferdinand Marcos, Jr.             | Ferdinand Marcos, Jr. Sinh 1957 (67 tuổi)             | 30 tháng 6 năm 2022  | Đương nhiệm                                  | Đảng Liên minh         | 19 (2022)                                        | Sara Duterte                                                   |